# VMM-362
362ème Escadron d'hélicoptère de transport (USMC)
Le Marine Medium Tiltrotor Squadron 362 (ou VMM-362) est un escadron d'hélicoptère  à rotors basculants MV-22 Osprey du Corps des Marines des États-Unis. L'escadron, connu sous le nom de "Ugly Angels" est stationné à la Marine Corps Air Station Miramar en Californie et fait partie du Marine Aircraft Group 16 (MAG-16) et de la 3rd Marine Aircraft Wing (3rd MAW).
Activé en 1952, le HMR-362 a été redésigné HMR(L)-362 en 1962, puis HMM-362 le 21 août 1969 . Il a été désactivé le 30 novembre 2012. L'escadron a été réactivé en tant que VMM-362 le 17 août 2018.

## Mission

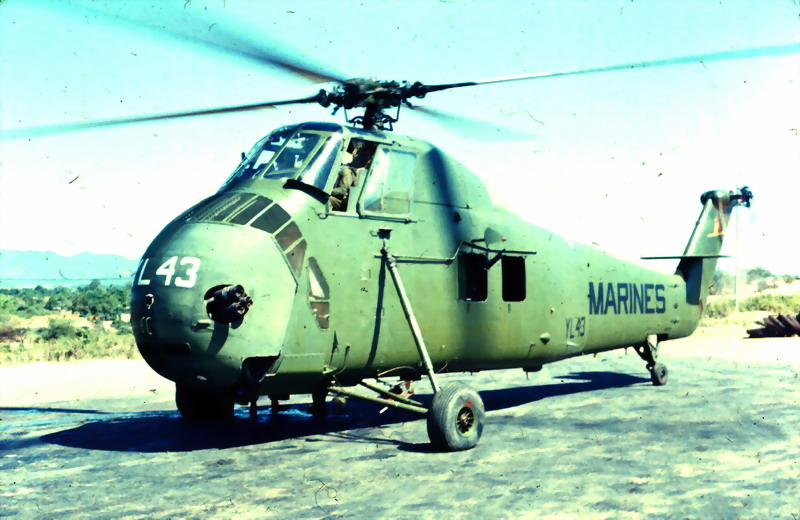
Hélicoptère Seahorse du HMH-362 au Vietnam

Le VMM-362 fournit un soutien d'assaut aux troupes de combat, des fournitures et l'équipement pendant les opérations amphibies et les opérations ultérieures à terre. De manière routinière, les escadrons VMM fournissent la base d'un élément de combat aérien (ACE) de n'importe quelle mission de la Force tactique terrestre et aérienne des Marines (MAGTF) qui peut inclure des tâches de soutien d'assaut conventionnel et des opérations spéciales ainsi que la récupération de personnel  ou l'évacuation de non-combattants.

## Historique

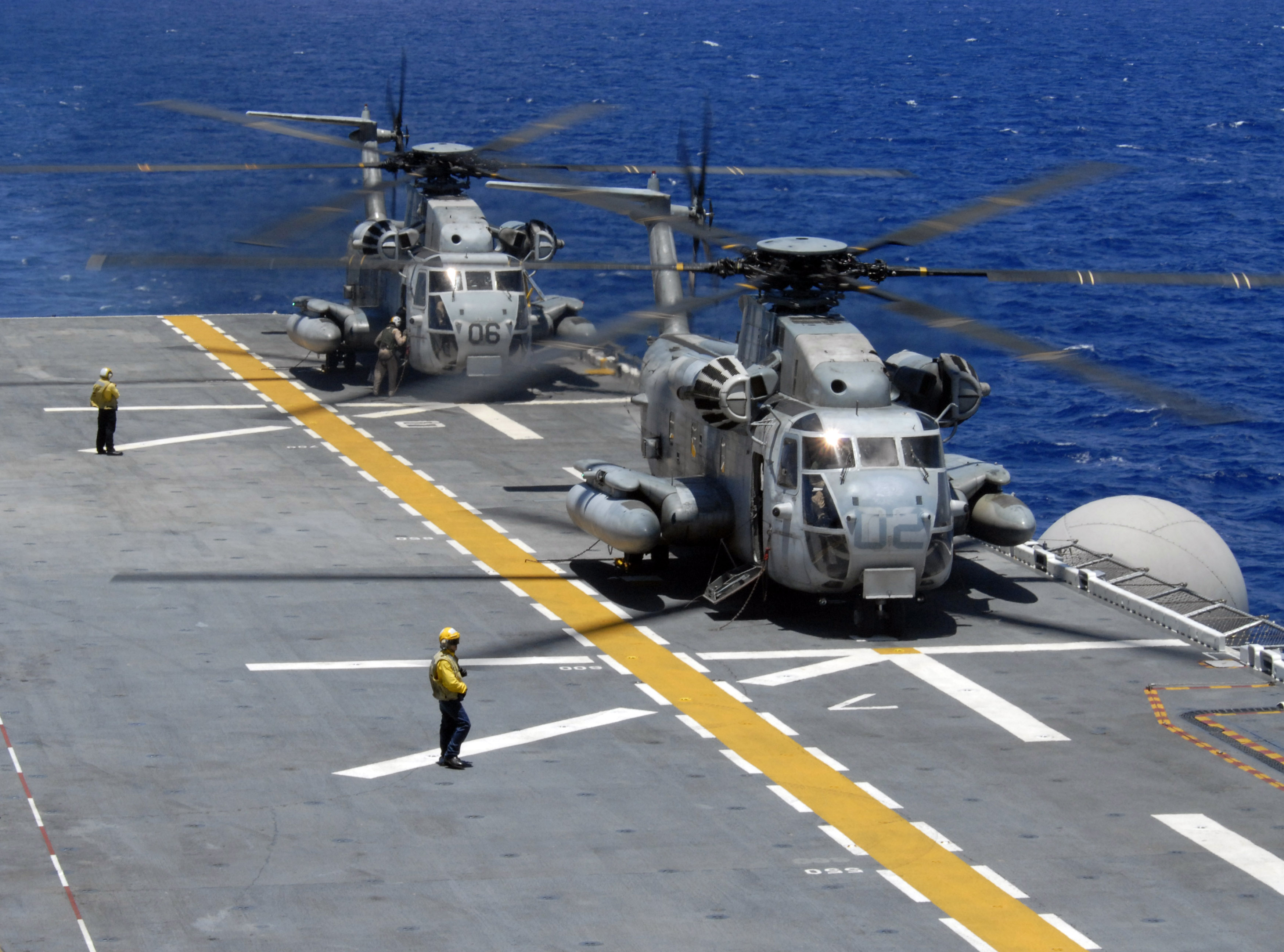
Sea Stallion du HMH-362 en 2008

L'escadron a été initialement créé sous le nom de HMR-362 en 1952 dans le cadre du Marine Helicopter Transport Group 36 (MAG(HR)-36) qui a été créé le 2 juin 1952. L'escadron était initialement équipé du Sikorsky HRS Chickasaw.
Au début des années 1960, le HMM-362 faisait partie du Marine Aircraft Group 16 (MAG-16) à la Marine Corps Air Station Futenma. 
Le VMM-362 a été actif dans :
- Guerre du Vietnam : Operation Shufly (en) (1962-65), Operation Harvest Moon (en) (1965), Operation Double Eagle (en) (1966), Operation Deckhouse Five (en) (1967), Operation Buffalo (1967) (en), Operation Maui Peak (en) (1968), Bataille de Khe Sanh (1968)...
- 1991 - Opération Tempête du désert
- 1994 - Opération Uphold Democracy
- 2007 - Opération Iraqi Freedom
- 2009 Opération Enduring Freedom